# Allegoria

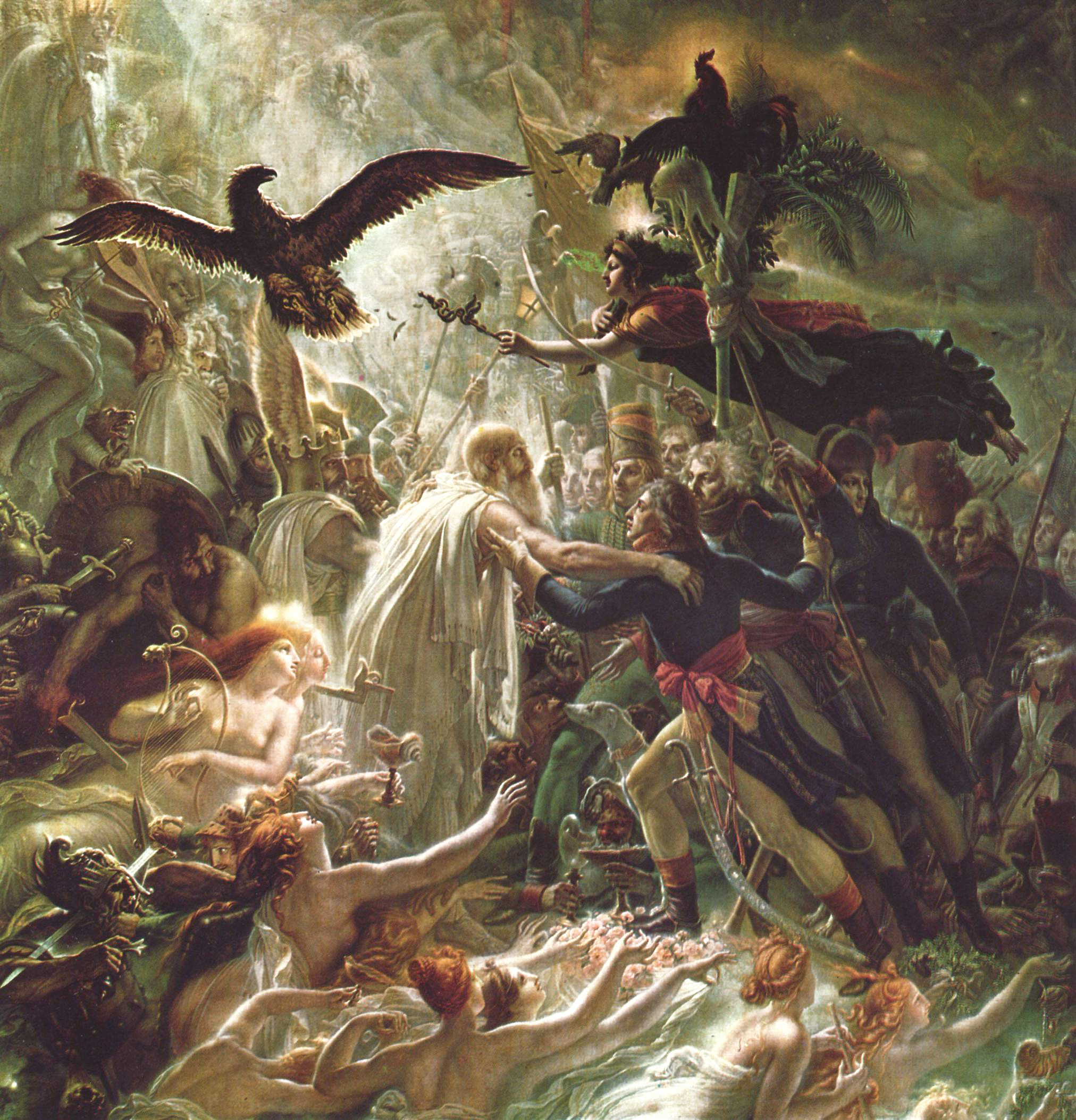
Un dipinto dalla complessa allegoria: Apoteosi dei soldati francesi caduti nella guerra di liberazione, Anne-Louis Girodet de Roussy-Trioson.

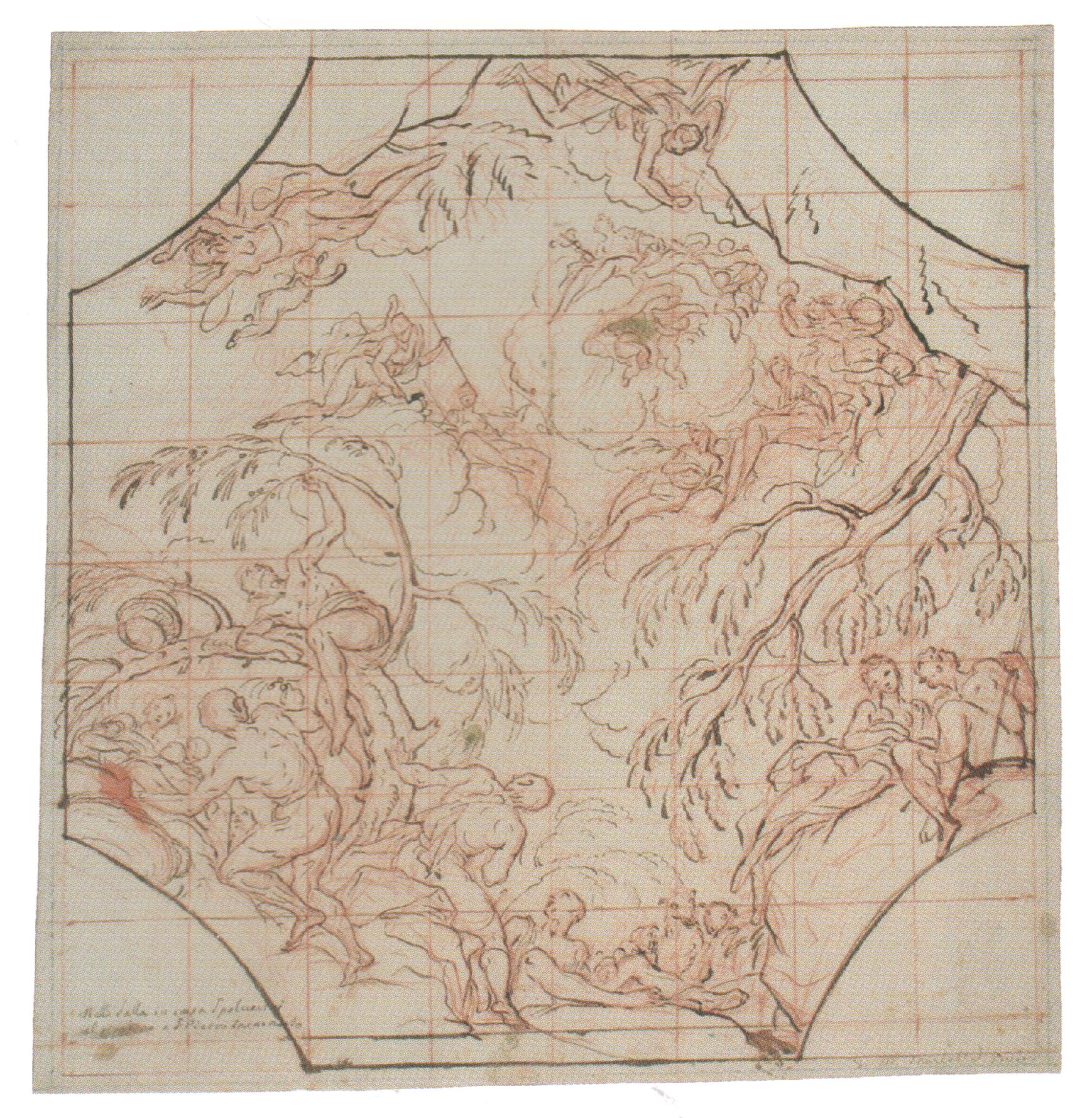
Marco Marcola: Allegoria mitologica.

L'allegoria è una figura retorica, già usata nell'antichità classica, con la quale si esprime un concetto astratto nascondendolo dietro un'immagine, un'azione o una cosa che sembra dire altro.
Il termine deriva dal greco antico αλληγορία?, allēgoría, a sua volta da ἄλλος, állos ("altro, diverso") e ἀγορεύω, agoreúō ("io parlo"), con il significato di 'dire qualcosa di bello e diverso dal senso letterale'.

## Caratteristiche
Nell'allegoria, un concetto astratto (di rilievo ideale, morale, religioso o politico) è espresso attraverso una serie di immagini o esplicitato in una serie di azioni collegate, cui l'autore attribuisce significato metaforico. Alcuni intendono infatti l'allegoria come una "metafora continuata", cioè una metafora con una durata e uno sviluppo narrativo.
Nell'allegoria, il rapporto tra significante e significato è arbitrario e intenzionale (non si basa quindi sull'analogia); il processo di decodifica dell'allegoria è razionale (non quindi intuitivo); la relazione tra universale e particolare, istituita dall'allegoria, non è universale, ma socialmente e culturalmente connotata.

## Differenze

### Rispetto alla metafora
Nell'allegoria, come nella metafora, vi è la sostituzione di un oggetto ad un altro ma, a differenza di quella, l'allegoria non si basa sul piano emotivo, bensì richiede un'interpretazione razionale di ciò che sottintende.
Essa opera quindi su un piano superiore rispetto al visibile e al primo significato: spesso l'allegoria si appoggia a convenzioni di livello filosofico o metafisico.

### Rispetto al simbolo
L'interpretazione del simbolo è intuitiva, mentre quella dell'allegoria comporta uno sforzo intellettuale.
Il contesto è basilare nell'interpretazione dell'allegoria: un'aquila che all'interno di una narrazione scenda dal cielo e compia una serie di azioni significative può rappresentare un'immagine complessa (può ad esempio simboleggiare l'Impero o una situazione politica particolare). Spesso l'allegoria, al massimo grado di complessità, ha un'interpretazione "soggettiva", cioè legata al tipo di lettura che se ne fa.
In altre parole, si può dire che il legame tra oggetto significato e immagine significante nell'allegoria sia arbitrario e intenzionale, mentre nel simbolo è "naturale". L'allegoria è comunque sempre "relativa", nel senso che è suscettibile di una discussione critica nella fase di interpretazione e si presta quindi a diverse letture.
Nell'Alto Medioevo, l'interpretazione simbolica era prevalente, essendo quella allegorica riservata alla Bibbia e ai documenti storici e letterari. Il Vecchio Testamento veniva letto alla luce del Nuovo Testamento; avvenimenti della storia antica venivano riletti e attualizzati in chiave cristiana (sono prefigurazioni di quanto avverrà dopo Cristo). I versi pagani sono letti come "belle menzogne", dietro il cui senso letterale si nasconde un senso profondo, cristiano in ultima istanza.
Nel Basso Medioevo, l'interpretazione simbolica viene via via sostituita da quella allegorica, che non riguarda più solo la Bibbia e altri testi, ma l'intera visione del mondo. Questo passaggio determina una rivalutazione dell'esistenza concreta dell'uomo nel mondo. L'arte romanica, squisitamente simbolica, entra in crisi e viene progressivamente sostituita dall'arte gotica (allegorica per vocazione). In filosofia, la scolastica esalta la razionalità umana e il processo di formazione della verità.

### Esempio
Un esempio di allegoria è quello delle "tre fiere" in Dante (Divina Commedia, Inferno, canto I, versi 31-60). Le tre fiere rappresentano in un contesto di “pura bellezza” tre animali che turbano l'animo dell'uomo: la superbia (leone), l'avidità e la cupidigia (lupa), la lussuria (lonza).